# Lutter: Mordshunger
Mordshunger ist ein deutscher Fernsehfilm von Torsten Wacker aus dem Jahr 2009. Es handelt sich um die fünfte Folge der Kriminalfilmreihe Lutter.

## Handlung
Peter Siegener hat gerade für sein Restaurant den ersten Stern bekommen, als er im „Goldenen Löwen“ erschossen aufgefunden wird. Zuvor wurde er ziemlich verprügelt. KHK Lutter bemerkt im Umfeld des Toten einige Kandidaten, die ein Motiv hatten, den eigenwilligen Patriarchen zu ermorden. Insbesondere mit seinem Bruder Klaus, der in der Fußgängerzone von Essen einen Imbiss betreibt, lag er seit Jahren im Zwist. Aber auch der undurchsichtige Würstchenlieferant Ludwig Demski, der enorme Schulden bei dem Opfer und mit dessen Ehefrau Sophia ein Verhältnis hatte, kommt als Täter in Betracht. Lutter schließt auch die Ehefrau nicht aus, die unter den Launen ihres Mannes leiden und dessen häufige Affären ertragen musste. Aber auch Siegners Sohn Felix, aus erster Ehe, benimmt sich auffällig. Im Gegensatz zu seinem Vater kommt er mit dessen Bruder sehr gut klar. So hatte er kurzem einen Bauernhof gekauft, den er gemeinsam mit seiner Freundin Natascha bewirtschaften will. Offensichtlich hat er deshalb Geld aus der Firma seines Vaters abgezweigt, was seinem Vater nicht gefallen haben dürfte. Des Weiteren gibt es auch noch eine Stieftochter, Christina Siegener, die ebenfalls im Gastronomiegewerbe tätig ist und aufgrund ihres Liebesverhältnisses zu einem Angestelltem mit ihrem Stiefvater Streit hatte.
Beim Versuch einen Revolver zu entsorgen, wird Sophia Siegener von Passanten überrascht. Die verständigen die Polizei und die Witwe wird verhört. Sie gibt an, die Waffe im Lokal gefunden zu haben. Ihr Mann wäre zu diesem Zeitpunkt bereits tot gewesen und so hätte sie den Revolver an sich genommen. Für Lutter klingt dies glaubwürdig. Wen die Frau vermutlich schützen will, gibt sie jedoch nicht preis. Lutters Verdacht fällt auf ihren Liebhaber Demski, denn die Ermittler können ihm nachweisen, dass er in der Tatnacht im „Goldenen Löwen“ war, was er bisher leugnete. Doch auch Demski gibt an, Siegener schon tot vorgefunden zu haben.
Inzwischen stellt sich heraus, dass Natascha früher als Prostituierte gearbeitet hat und bevor sie Felix kennenlernte, mit seinem Vater eine ernsthafte Affäre hatte. Dieser wollte nicht wahrhaben, dass Natascha ihn verlassen wollte und meinte, dann solle sie ihn lieber töten. Deshalb richtet er seine Waffe auf sich selbst und drängte Natasche dazu abzudrücken.

## Kritik
Rainer Tittelbach von tittelbach.tv schrieb: „Schon auf dem Papier lässt ‚Mordshunger‘ aus der ZDF-Samstagskrimi-Reihe ‚Lutter‘ Probleme erahnen. Drei Drehbuchautoren, das ist kein gutes Zeichen.“ Insgesamt ein „Durchschnittskrimi mit einem Schaulaufen großer Schauspieler.“
Kino.de befand: „Die Geschichte ist verzwickt“ und es gibt „eine ganze Reihe Verdächtiger.“ „Vor allem aber, und das macht den großen Reiz der Reihe und speziell dieses Films aus, gibt es eine Menge Lokalkolorit.“ „Herrlich sind auch die liebevoll boshaften Dialoge zwischen Lutter und seinen Kumpels Sunny und Höcki (Jochen Nickel, Timo Dierkes); und die Oldies, die in Höckis Kneipe laufen, geben der Geschichte endgültig eine ungeheuer sympathische Grundlage.“
Der Filmdienst meinte: „Entspannt und unaufgeregt erzählter (Fernseh-)Ruhrgebietskrimi, der wie die früheren Teile der Serie auf sympathische Weise mit der bewegten Vergangenheit der Region und hemdsärmeligen Geschäftemachern konfrontiert.“
Die Kritiker der Fernsehzeitschrift TV Spielfilm sprachen von „gut gelaunten Darstellern“ und „coolem Ruhrpotthumor rund um die Currywurst“. Sie bewerteten den Film mit dem Daumen nach oben.